# Bonifacio Nguema Esono Nchama
Bonifacio Nguema Esono Nchama (ur. 24 kwietnia 1936, zm. 28 kwietnia 2015) – polityk, wojskowy i dyplomata z Gwinei Równikowej.
Urodził się w Mongomo w kontynentalnej części kraju. Zaangażowany w działalność Ruchu Wyzwolenia Narodowego Gwinei Równikowej (Movimiento Nacional de Liberación de Guinea Ecuatorial, MONALIGE). Był kuzynem pierwszego prezydenta kraju Macíasa Nguemy, pełnił szereg funkcji w jego administracji. Był delegatem rządu, sekretarzem generalnym w ministerstwie spraw zagranicznych. Stopniowo awansował w strukturach MSZ, był wiceministrem, następnie zaś szefem tego resortu. Od 1978 do obalenia Macíasa w sierpniu kolejnego roku wykonywał obowiązki wiceprezydenta Republiki.
Wsparł wspomniany zamach stanu z sierpnia 1979, wszedł na krótko w skład Najwyższej Rady Wojskowej ukonstytuowanej w jej wyniku. Utrzymywał dobre stosunki z Obiangiem Nguemą Mbasogo, nowym przywódcą kraju. W październiku 1979 został odznaczony przez niego Krzyżem Wielkim Orderu Niepodległości i wkrótce później wysłany na placówkę dyplomatyczną do Etiopii. Po powrocie do kraju, w 1982 krótko był burmistrzem rodzinnego Mongomo. Ostatecznie popadł w niełaskę (1990), udał się na emigrację polityczną do Hiszpanii. Zaangażowany w działalność opozycyjną, w 1995 znalazł się wśród współzałożycieli Fuerza Demócrata Republicana (FDR).
Do kraju powrócił dopiero po 25 latach, 14 dni przed śmiercią. Zmarł w nie do końca wyjaśnionych okolicznościach. Jego rodzina sugerowała, iż mógł zostać zamordowany na w szpitalu, najprawdopodobniej na zlecenie prezydenta Obianga Nguemy Mbasogo.